# Psotniki
Psotniki, gryzki (Psocodea) – rząd owadów liczący około 4400 gatunków.
Psotniki są owadami niewielkimi, osiągają długość od 0,7 mm do 1 cm. Ciało jest grzbietobrzusznie spłaszczone, z dużą głową. Mają dobrze rozwinięte oczy i długie czułki. Narządy gębowe gryzące. Większość gatunków ma skrzydła (dwie pary), skrzydła składane są dachowato wzdłuż ciała. U niektórych gatunków obserwuje się brachypterię (skrócenie skrzydeł) lub są wtórnie bezskrzydłe. U form bezskrzydłych oczy mogą być zredukowane. Psotniki rozmnażają się płciowo lub partenogenetycznie. Rozwój z przeobrażeniem niezupełnym.
Do roku 2010 opisano około 11 000 gatunków, w większości z obszarów tropikalnych i subtropikalnych. W Europie wykazano obecność około 230 gatunków, natomiast w Polsce ponad 70. 
Psotniki żywią się porostami, glonami, grzybami pleśniowymi oraz szczątkami organicznymi. W ich diecie znajdują się także jaja owadów, pyłek kwiatowy, martwa materia organiczna. Zamieszkują głównie lasy, część gatunków jest synantropijna.  
U gryzków obserwuje się dymorfizm płciowy (nie u wszystkich gatunków), uwidaczniający się w wykształceniu skrzydeł. W zależności od gatunku bezskrzydłe mogą być samce lub samice. Psotniki rzadko latają, nawet jak mają skrzydła. Zazwyczaj biegają na swoich stosunkowo długich odnóżach. Na biodrach tylnych odnóży występują narządy koksalne, pełniące prawdopodobnie rolę narządów stymulujących (wydających dźwięk). Ich ćwierkanie (strydulacja) ze względu na małe rozmiary jak i skryty tryb życia, nie jest słyszalne dla człowieka.
Samica psotnika składa jaja pojedynczo lub w niewielkich pakietach, na korze pni drzew, na gałęziach, na liściach. Jaja są najczęściej pokryte nitkami, tworzonymi przez samicę (na wardze dolnej uchodzą gruczoły przędne, wytwarzające jedwab) lub rektalną wydzieliną, wymieszaną z kawałkami kory. W Polsce – ze względu na klimat – gryzki zazwyczaj zimują w stadium jaja. Cykl życiowy trwa rok lub występują dwa pokolenia. W siedzibach ludzkich i innych ogrzewanych obiektach może występować więcej pokoleń w ciągu roku. Gryzki związane są głównie z siedliskami leśnymi. Żyją w ściółce, na korze drzew ale wiele gatunków spotyka się w gniazdach innych owadów, w gniazdach ptaków, norach ssaków, w sierści ssaków i piórach ptaków, w jaskiniach. Spotkać je można w stogach siana. Niektóre gatunki żyją gromadnie, tworząc kolonie przykryte delikatnym, jedwabnym oprzędem. W siedliskach ludzkich gryzki spotkać można na płotach i murach.
W siedzibach ludzkich spotkać można gatunki z rodzaju Liposcelis, które zaliczane są do szkodników. Mogą one wywoływać reakcje alergiczne. Wraz z roztoczami należą do często spotykanych szkodników magazynowych przechowywanej w plastrach pierzgi. Występują w magazynach zbożowych, w pomieszczeniach ze zbiorami entomologicznymi, w cieplarniach.
Gryzki są w dużym stopniu grupą kosmopolityczną. Nie mają większego znaczenia gospodarczego. Jedynie nieliczne gatunki synantropijne uznawane są za szkodniki muzealne i szkodniki magazynowe. Gryzki z podrzędu Triogiomorpha występują w domostwach, piwnicach, magazynach, stajniach, gniazdach ptaków i ulach. Przedstawicielem jest Psyllipsocus ramburi, o białym ciele, skróconych skrzydłach i bardzo małych oczach złożonych. Gatunek ten często jest spotykany na ścianach nowych domów, w wilgotnych piwnicach, w jaskiniach czy kopalniach. Żywi się szczątkami organicznymi.
Gatunki z rodziny zakamarnikowatych (Trogidae) spotykane są w domach, sklepach spożywczych, w bibliotekach, muzeach z zielnikami i zbiorami entomologicznymi. Psotnik zakamarnik zwany także zakamarnikiem pulsorzem (Trogium pulsatorium) ma ciekawy behawior – samice wabią swoich partnerów uderzaniem końcem odwłoka o podłoże (bębnią). Psotnik zakamarnik osiąga wielkość 2 mm, ma ciało białe lub żółtawe z brunatno-czerwonymi plamkami, tworzącymi poprzeczne paski. Ma niewielkie, zredukowane skrzydła w formie niewielkich łusek.
Rodzaj Liposcelis jest przedstawicielem podrzędu Troctomorpha. Gryzki te zazwyczaj występują pod korą drzew i spotykane są głównie w Afryce i Ameryce Południowej. Najczęściej są bezskrzydłe, spotykane są także w gniazdach ptaków, dziuplach, mrowiskach, pod korą drzew, w porostach. A w siedliskach synantropijnych w magazynach zbożowych, w domach na produktach żywnościowych. Kilka gatunków żyje w upierzeniu ptaków. Przedstawicielem jest psotnik kołatek (Liposcelis terricilis), który ma długość ok. 1 mm, ciało ma białe lub jasnobrunatne, bezskrzydłe. Spotykany jest w magazynach spożywczych, muzeach i domach, gdzie niszczy żywność, książki, zielniki, dywany. Jest to gatunek partenogenetyczny.
Najmniej synantropijne są gryzki z podrzędu Psocomorpha, najliczniejszego w gatunki. Psotniki z tej grupy najczęściej spotkać można na liściach w lesie czy sadzie, pod korą i pod kamieniami. Odżywiają się głównie grzybami i porostami. Przedstawicielem jest psotnik lalotek (Lachesilla pedicularia), długości 1,5–2,0 mm, ubarwiony ciemnobrązowo. Imagines ze skrzydłami z wyraźnym użyłkowaniem. Żyją w siedliskach naturalnych, jedynie jesienią mogą dostawać się do pomieszczeń zamkniętych, gdzie mogą zasiedlać produkty spożywcze i resztki organiczne. Samce wykazują fototropizm dodatni i gromadzą się na oknach lub w kloszach lamp. Gatunek kosmopolityczny.
Przykłady:
- Amphigerontia bifasciata
- Psocus longicornis
- Psococerastis gibbosus

Wszystkie z rodziny psotnikowatych (Psocidae) w infrarzędzie Psocetae w podrzędzie Psocomorpha.
- psotnik zakamarnik zwany także zakamarnikiem pulsorzem (Trogium pulsatorium)
- psotnik kołatek (Liposcelis terricilis)
- psotnik lalotek (Lachesilla pedicularia)